# Pierre Baudonis
Pierre Baudonis fut évêque de Marseille en 1506 puis évêque de Terni (Italie) de 1506 à 1509.

## Biographie
Docteur en droit, Pierre Baudonis fut nommé à la mort d’Ogier d'Anglure, évêque de Marseille par le pape Jules II. Le roi Louis XII qui avait un candidat pour ce siège en la personne de son confesseur Antoine Dufour, réussit à imposer son candidat et Pierre Baudonis fut alors transféré à l’évêché de Terni (Italie) où il mourut en 1509.